# Max Mosley
Max Rufus Mosley  (London, 1940. április 13. – London, 2021. május 23.) brit autóversenyző, ügyvéd, 1993 és 2009 között a Nemzetközi Automobil Szövetség (FIA) elnöke; a March Engineering alapítója és társtulajdonosa.

## Élete és pályafutása
13 éves korában Németországba küldték tanulni. 1958-ban vették fel az Oxfordi Egyetemhez tartozó Christ Church egyetemre, ahol fizikát hallgatott. Ezt követően jogásznak tanult, 1964-ben lett ügyvéd.
Versenyzői pályafutása azután indult el, hogy felesége ajándékjegyeket kapott egy autóversenyre, amit követően Mosley beleszeretett a sportba és elkezdett pénzt gyűjteni, hogy ezzel foglalkozhasson. 1969-ben, két nagyobb baleset miatt visszavonult a versenyzéstől, majd részt vett a March Engineering versenyistálló létrehozásában. 1978-ban a FISA Formula–1 bizottságának tagja volt 1983-ig. 1986-ban a FISA konstruktőrök bizottságának elnöke volt, majd 1991-ben egy évig a FISA elnöke. 1993-ban a Nemzetközi Automobil Szövetség (FIA) elnöke lett, 2009-ig viselte ezt a tisztséget. 2021. május 23-án öngyilkos lett, miután megtudta, hogy gyógyíthatatlan daganatos beteg.